# 미델파르트시

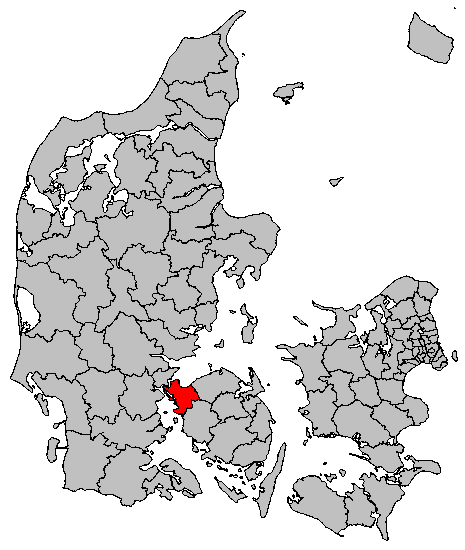
미델파르트시의 위치

미델파르트시(덴마크어: Middelfart Kommune)는 덴마크 남덴마크 지역에 위치한 지방 자치체로 행정 중심지는 미델파르트이며 면적은 297km2, 인구는 37,274명(2008년 기준)이다. 퓐섬 서부 연안에 위치한다.